# Aspidosiphon coyi
Aspidosiphon coyi är en stjärnmaskart som beskrevs av Jean Louis Armand de Quatrefages de Bréau 1865. Aspidosiphon coyi ingår i släktet Aspidosiphon och familjen Aspidosiphonidae. Inga underarter finns listade i Catalogue of Life.